# 普拉納 (捷克)
普拉納，舊稱普蘭（德語：Plan）是捷克的城鎮，位於該國西南部，距離首府皮爾森約50公里，由比爾森州負責管轄，面積62.54平方公里，海拔高度506米，鎮上的城堡建於十四世紀初期以前，2006年人口5,566。

## 外部連結
- Municipal website

1. ↑  . Czech Statistical Office. 2022-04-29  [2023-01-30]. （原始内容存档于2022-05-19）.